# Archipiélago Wilhelm
El archipiélago Wilhelm comprende todas pequeñas islas y rocas costeras situadas frente a la costa oriental de la Tierra de Graham en la península Antártica, desde el estrecho de Bismarck por el norte hasta el pasaje Southwind por el sur, extendiéndose hacia el occidente hasta la roca Lumus. Está rodeado por el archipiélago Palmer y las islas Biscoe. Sus mayores islas son Booth y Hovgaard.
Aunque las islas occidentales del archipiélago fueron avistadas por John Biscoe en febrero de 1832, fueron redescubiertas y cartografiadas en enero de 1874 por la expedición alemana comandada por Eduard Dallmann. Su nombre proviene de Guillermo I de Alemania (Wilhelm).
De norte a sur comprende las islas:
- Islas Wauwermans
- Islas Dannebrog
- Islotes Stray o Labbé
- Islotes Myriad o Jorquera
- Isla Booth
- Isla Hovgaard
- Islotes Vedel
- Isla Petermann
- Islotes Roca
- Islotes Cruls
- Islotes Anagrama
- Islas Argentina
- Islotes Yalour
- Isla Quintana
- Islotes Betbeder

En la isla Galíndez de las islas Argentina se halla la estación científica de Ucrania denominada Base Akademik Vernadsky. Pertenece a Ucrania desde 1996 cuando fue transferida por el Reino Unido, que la denominaba Base Faraday desde 1977. La base data de 1947.

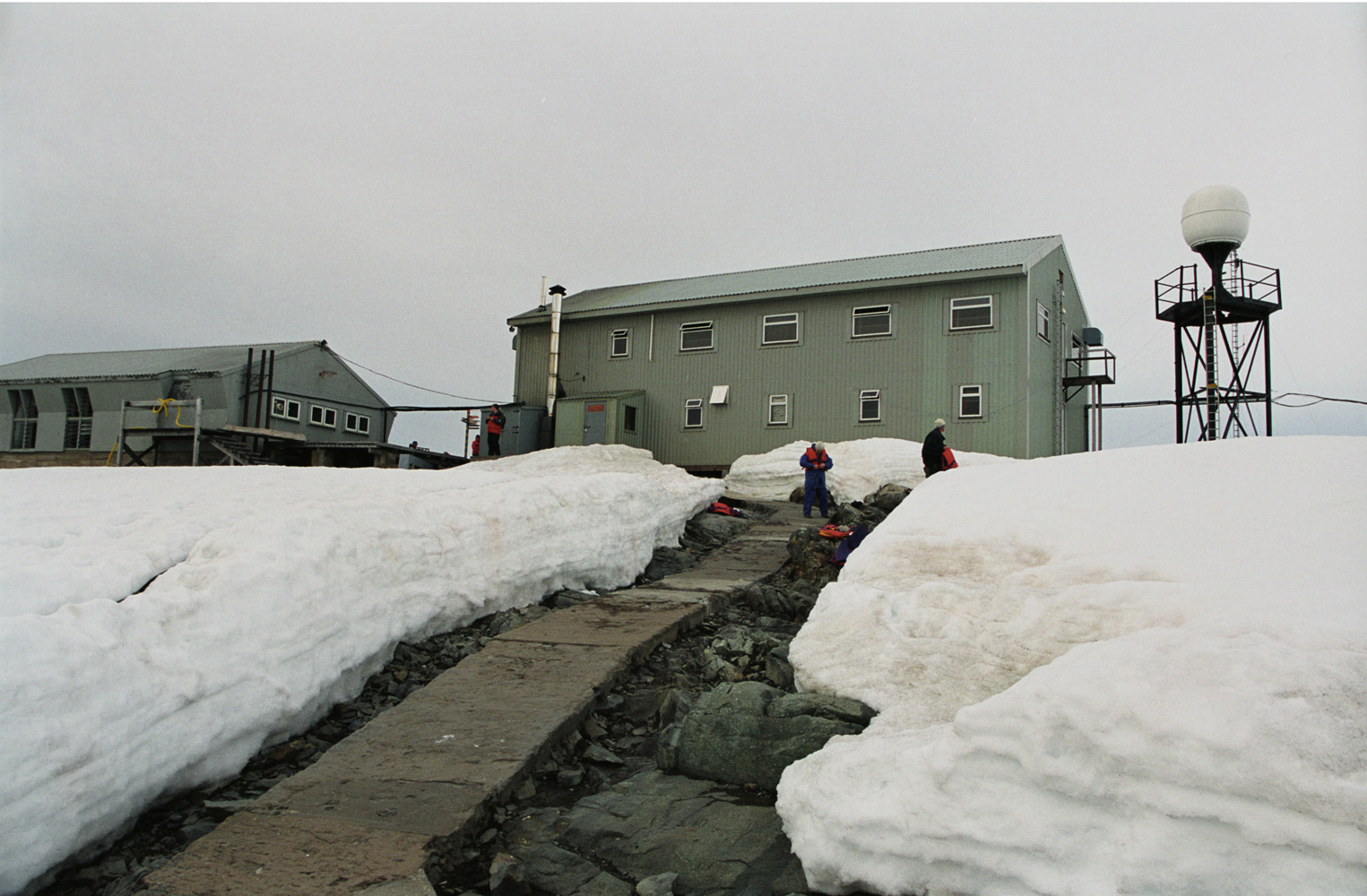
Base Akademik Vernadsky.

El Refugio Naval Groussac en la isla Petermann fue inaugurado por Argentina el 6 de febrero de 1955 con el nombre de Refugio Naval Hipólito Bouchard.

## Reclamaciones territoriales
Argentina incluye al archipiélago en el departamento Antártida Argentina dentro de la provincia de Tierra del Fuego, Antártida e Islas del Atlántico Sur; para Chile forma parte de la comuna Antártica de la provincia Antártica Chilena dentro de la Región de Magallanes y de la Antártica Chilena; y para el Reino Unido integra el Territorio Antártico Británico. Las tres reclamaciones están sujetas a las disposiciones del Tratado Antártico.